# Elecciones seccionales de Ecuador de 1951
Las elecciones seccionales de Ecuador de 1951 se realizaron para elegir los cargos de 16 presidentes de consejos provinciales, 16 consejeros provinciales, 17 alcaldes y 17 concejales municipales para el periodo 1951-1953.

## Resultados a presidente de Concejo Provincial
| Provincia       | Presidente                  | Partido o alianza |
| --------------- | --------------------------- | ----------------- |
| Azuay           | Emiliano Crespo Astudillo   | PCE               |
| Bolívar         |                             |                   |
| Cañar           |                             |                   |
| Carchi          |                             |                   |
| Chimborazo      |                             |                   |
| Cotopaxi        |                             |                   |
| El Oro          |                             |                   |
| Guayas          | Alejandro Ponce Luque       | PLRE              |
| Imbabura        |                             |                   |
| Loja            |                             |                   |
| Los Ríos        |                             |                   |
| Manabí          | Cicerón Robles Velásquez    | Independiente     |
| Napo Pastaza    |                             |                   |
| Pichincha       | Benjamín Terán Varea        | PCE               |
| Santiago Zamora |                             |                   |
| Tungurahua      | Temístocles Sevilla Sanchez |                   |

## Resultados a alcaldías
| Ciudad     | Provincia       | Alcalde elegido                   | Partido o alianza |
| ---------- | --------------- | --------------------------------- | ----------------- |
| Cuenca     | Azuay           | Luis Moreno Mora                  | PCE               |
| Guaranda   | Bolívar         | Sergio Humberto Chaves Paredes    |                   |
| Azogues    | Cañar           | Segundo Froilán Méndez Idrovo     |                   |
| Tulcán     | Carchi          | Carlos Vallejo Guzmán             | PCE               |
| Riobamba   | Chimborazo      | Daniel León Borja                 | PCE               |
| Latacunga  | Cotopaxi        | Reinaldo Hidalgo Maldonado        | PCE               |
| Machala    | El Oro          | Luis León Román                   |                   |
| Esmeraldas | Esmeraldas      | Simón Plata Torres                | PLRE              |
| Guayaquil  | Guayas          | Carlos Guevara Moreno             | CFP               |
| Ibarra     | Imbabura        | Luis Cristóbal Tobar-Subía Lara   | PCE               |
| Loja       | Loja            | Ramón Burneo Serrano              |                   |
| Babahoyo   | Los Ríos        | Guillermo Baquerizo Jiménez       | PLRE              |
| Portoviejo | Manabí          | Cristóbal Azua Robles             | PCE               |
| Macas      | Santiago Zamora | Leonardo Rivadeneira              |                   |
| Napo       | Napo Pastaza    | César Augusto Rueda               |                   |
| Quito      | Pichincha       | José Ricardo Chiriboga Villagómez | PLRE - PSE        |
| Ambato     | Tungurahua      | José Arcadio Carrasco Miño        | PCE               |